# Takao Kobayashi
Takao Kobayashi (小林 隆男, Kobayashi Takao) é um astrónomo japonês.
Conhecido por ter descoberto mais de 2000 asteroides incluindo os asteroides Amor, 7358 Oze, 23714 1998 EC3, (48603) 1995 BC2 entre outros.
O asteroide 3500 Kobayashi foi assim nomeado em sua homenagem.